# Ivan O’Konnel-Bronin
Ivan O’Konnel-Bronin (* 10. Februar 1973 in Tartu) ist ein ehemaliger estnischer Fußballspieler.
Er begann seine Karriere beim FC Norma Tallinn, mit dem er auch estnischer Meister 1992 und 1993 wurde. Danach spielte er für verschiedene Vereine, darunter Tulevik Viljandi, Levadia Maardu, Merkuur Tartu und Tammeka Tartu. Dort war er jeweils Stammspieler im Verein. Seine Karriere ließ er beim Ajax Lasnamäe ausklingen. Für die Estnische Fußballnationalmannschaft bestritt er zwischen 1994 und 1999 zweiundzwanzig Einsätze.